# Pompiloidea
Pompiloidea (лат.) — надсемейство подотряда Стебельчатобрюхие (Apocrita) отряда Перепончатокрылые насекомые (Hymenoptera), иногда включаемое в состав Vespoidea.

## Описание
Разнообразные осовидные жалящие перепончатокрылые. Усики 12-члениковые у самок и 13-члениковые у самцов. Задние крылья с мелкой югальной лопастью. Вертлуг одночлениковый. Стебелёк между грудкой и брюшком состоит из одного членика (петиоль).

## Классификация
В результате молекулярно-генетических исследований (Pilgrim et al., 2008) надсемейство Vespoidea было признано парафилетичным и 4 семейства выделены в кладу Pompiloidea. В 2018 году было описано ископаемое семейство †Burmusculidae.
В русскоязычных источниках Pompiloidea принимают в более узком составе из 1 современного семейства Pompilidae, оставляя остальные группы в Scolioidea.
Состав по Pilgrim (2008): около 10 000 видов в 4 семействах.
- Mutillidae (4302)
- Myrmosidae (50)
- Pompilidae (4855)
- Sapygidae (66)
- †Burmusculidae (7)[9]